# Meiji Yasuda

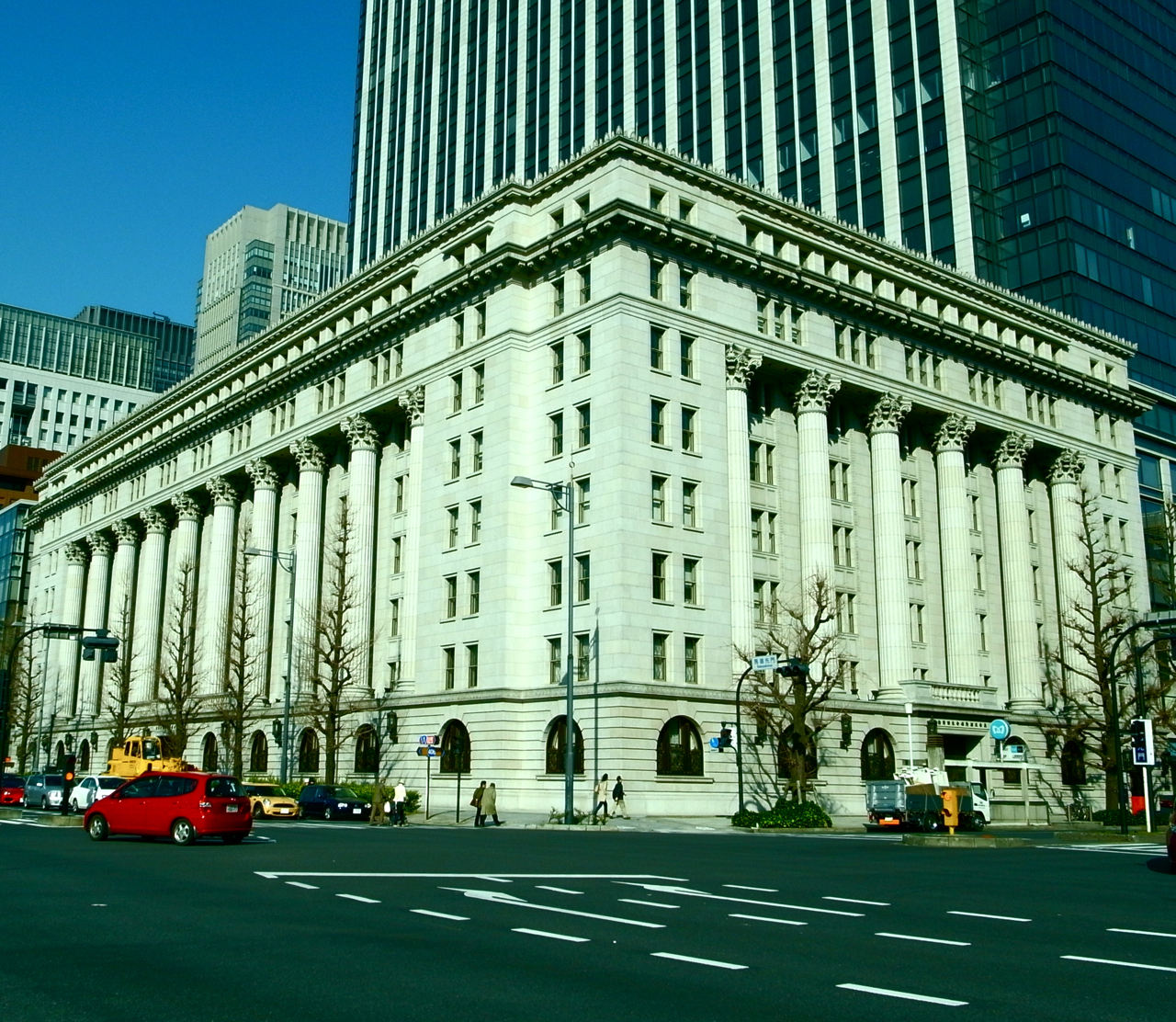
Główna siedziba Meiji Yasuda Life Insurance

Meiji Yasuda Life Insurance Company (jap. 明治安田生命保険相互会社 Meiji Yasuda Seimei Hoken Sōgo Kaisha) – japońska firma ubezpieczeniowa z siedzibą w Tokio. Powstała z połączenia Meiji Life i Yasuda Life w 2004 r. Jest to jedna z największych i najstarszych firm ubezpieczeniowych w Japonii.

## Historia
W 1880 r. przedsiębiorca Zenjirō Yasuda założył Yasuda Mutual Life Insurance Company (Towarzystwo Wzajemnych Ubezpieczeń na Życie Yasuda), włączając tę firmę do zaibatsu Yasuda.
1 stycznia 2004 r. nastąpiło połączenie Meiji Mutual Life Insurance Company i Yasuda Mutual Life Insurance Company, w wyniku którego powstało Meiji Yasuda Life Insurance Company.

## Zaangażowanie w Polsce
W 2010 r. Meiji Yasuda podpisało umowę o strategicznej współpracy z niemieckim ubezpieczycielem Talanx. W grudniu 2011 r. partnerzy uzgodnili przejęcie polskiej firmy TU Europa S.A. W styczniu 2012 r. ogłoszono, że Talanx kupi od KBC firmę ubezpieczeniową Warta S.A. (70% akcji otrzyma Talanx, 30% - Meiji Yasuda). W grudniu 2012, po przejęciu HDI Asekuracja TU SA udziały Meiji Yasuda w Warta S.A. wynoszą 25%.